# Голубев, Николай Сергеевич
Николай Сергеевич Го́лубев (1902—1987) — советский инженер-технолог. Лауреат Сталинской премии третьей степени (1952).

## Биография
Родился 16 (29 декабря) 1902 года в Санкт-Петербурге. В 1930 году окончил Ленинградский технологический институт имени Ленсовета.
Место работы: c 1918 года работал на заводе «Красный Октябрь», с 1928 года — на заводе «Красный гвоздильщик» в Ленинграде. С 1942 года — на Белорецком сталепроволочно-канатном заводе: начальником цеха, отдела, с 1945 года — гл. инженер, с 1953 года — директор. В 1958—1969 годах — главный инженер БМК.
Голубев Николай Сергеевич принимал участие в освоении для нужд обороны производства пружинной проволоки сверхвысокой стойкости, не расслаивающейся пружинной проволоки (для стрелкового оружия), нержавеющей проволоки, шарикоподшипниковой, проволоки из сплавов сопротивления, плющеной ленты, серебрянки.
После войны участвовал во вводе в строй цеха пружинной и профильной ленты.
Написал монографию по истории развития СПКЗ Белорецка за 1912—1958 годы.
Умер 23 июня 1987 года в Белорецке (ныне Башкортостан).

## Награды и звания
- Сталинская премия третьей степени (1952) — за разработку и внедрение нового способа производства оцинкованной проволоки
- два ордена Трудового Красного Знамени (1958, 1966)
- медали